# ऎ
Cette page contient des caractères spéciaux ou non latins. S’ils s’affichent mal (▯, ?, etc.), consultez la page d’aide Unicode.
ऎ, transcrit ĕ et appelé é bref, est une voyelle de l’alphasyllabaire devanagari.

## Utilisation
ऎ est utilisé pour translittérer le e kannada ಎ, le e malayalam എ et le e télougou ఎ.

## Représentations informatiques
| formes       | représentations | chaînes de caractères | points de code | descriptions                          |
| ------------ | --------------- | --------------------- | -------------- | ------------------------------------- |
| indépendante | ऎ               | ऎ                     | U+090E         | lettre devanagari é bref              |
| dépendante   | ॆ                | ◌ॆ                     | U+0946         | diacritique voyelle devanagari é bref |